# Normanville (Eure)
Normanville – miejscowość i gmina we Francji, w regionie Normandia, w departamencie Eure.
Według danych na rok 1990 gminę zamieszkiwały 1142 osoby, a gęstość zaludnienia wynosiła 125 osób/km² (wśród 1421 gmin Górnej Normandii Normanville plasuje się na 193 miejscu pod względem liczby ludności, natomiast pod względem powierzchni na miejscu 398).